# مرید برغوثی
مرید برغوثی (عربی: مريد البرغوثي؛ زادهٔ ۸ ژوئیهٔ ۱۹۴۴ - درگذشتهٔ ۱۴ فوریهٔ ۲۰۲۱) شاعر اهل فلسطین و برندهٔ جوایزی همچون مدال ادبی نجیب محفوظ بود.